# Arumunská Wikipedie
Arumunská Wikipedie je verze Wikipedie v arumunštině. Byla založena v dubnu 2004. V lednu 2022 obsahovala přes 1 200 článků a pracoval pro ni 1 správce. Registrováno bylo přes 12 000 uživatelů, z nichž bylo asi 20 aktivních. V počtu článků byla 264. největší Wikipedie.